# Лещенко, Вера Георгиевна
Ве́ра Гео́ргиевна Ле́щенко (девичья фамилия Белоу́сова, 1 ноября 1923, Одесса — 19 декабря 2009, Москва) — советская эстрадная певица, жена Петра Константиновича Лещенко.

## Биография
Вера Георгиевна родилась в Одессе 1 ноября 1923 года. Училась в общеобразовательной и музыкальной школах, затем в музыкальном училище и консерватории. В 1942 году её представили Петру Лещенко, приехавшему на гастроли в Одессу, певцу, чьё имя было известно всему миру и лишь на его родине бывшее под запретом. Одна встреча растянулась на десять счастливых лет любви, надежды. Десять лет рядом с человеком, открывшим ей целый мир, ставшим ей мужем, другом, учителем, были самыми счастливыми в её жизни.
Счастье их оборвалось в одночасье. Арестовали Петра Константиновича в 1951 году, потом и Вера Георгиевна была арестована и осуждена в 1952-м.
Приговор был — 25 лет лагерей. Ей повезло, через два года она вышла на свободу.
Была солисткой Брянской филармонии, потом Москва — оркестр Липского, затем оркестр Ренского, Союзконцерт — и уже до самого ухода на пенсию Вера Лещенко была на ставке вокалистки Москонцерта.
Судьба Петра Лещенко долгое время была ей неизвестна, а попытки получить о нём какую-то информацию, оказывались безуспешны. Лишь спустя два года она узнала, что Петра Константиновича не стало в 1954 году — в год её освобождения.
Шло время, она вышла замуж, но помнила и любила своего одного единственного Петра Константиновича. Писала прошения в различные инстанции, обивала пороги чиновничьих кабинетов с одной единственной просьбой — помочь найти её мужа, но в ответ слышала: «Нет информации. Обращайтесь в Румынию». Письма, которые она отправляла в Румынию, ей возвращались без ответа и объяснений. Её огорчало, что репертуар Петра Константиновича многие использовали, а вот добрым словом его не все вспоминали. Долго он был под запретом в стране, которую любил. А когда фирма «Мелодия» выпустила первые долгоиграющие пластинки Петра Лещенко, когда его имя и голос стали звучать по радио, телевидению, когда появились в газетах и журналах первые статьи, не ругательные, а хвалебные, то успокоилась. Ей не нужны были гонорары, которыми её старательно обделяли издатели, её даже допускавшиеся авторами статей ошибки в биографии Петра Константиновича не очень огорчали. Главным для неё было то, что Петра Лещенко признали там, куда он мечтал вернуться. Она была очень благодарна кишинёвцам, которые воистину бережно хранили память о Петре Константиновиче. По инициативе Издательского Дома «Татьяна» в Кишинёве именем её мужа были названы улица и переулок: «Одесситы мои любимые уже второй десяток лет говорят, обещают, а в Кишинёве уже таблички на домах появились с именем Пети». Вере Георгиевне удалось лишь в последние годы своей жизни выяснить обстоятельства гибели Петра Константиновича, издать книгу воспоминаний о нём — «Скажите, почему?».
Вера Георгиевна умерла 19 декабря 2009 года, в ночь с пятницы на субботу. В последние месяцы, несмотря на болезнь, подкосившую её, она искренне радовалась выходу книги своих воспоминаний. Её слова: «Я теперь спокойна. Кто любит Петра Константиновича, сможет узнать правду о нем. А  кто завидует ему, пусть читает помойку в Интернете и тратит деньги на книги пустословов-авторов».
Вера Георгиевна верила, что поднимется и сможет побывать в Кишинёве и Бухаресте, что сможет пройти по улочкам, по которым ходил Петр Константинович, прикоснуться к сцене, на которую он выходил в Кишинёве, в самом начале своей сценической жизни. Вера Георгиевна ждала вестей из Бухареста: появилась надежда, что могила Петра Константиновича существует. Она мечтала, что добьется перезахоронения своего любимого и упокоится только рядом с ним.
Вера Георгиевна боялась ходить на кладбище, когда такое посещение было неизбежно, очень нервничала. Лишь однажды, лет семь назад на Перепечинском кладбище хоронили её знакомого музыканта. На следующий день она призналась: «Ох, не могла уснуть. Я только там хочу перезахоронить Петечку, и сама там хочу найти покой рядом с ним. Я нервничала, плакала, а когда приехали на кладбище успокоилась. Там тихо и красиво. Я увидела красавцев павлинов и вспомнила, как мы с Петей в Бухаресте ходили в парк кормить их. Нас поначалу ругали смотрители парка, а потом только нам разрешали подходить близко к птицам. Вчера я увидела совсем новое кладбище, где мне сердце согрело то, что там память хранят красиво. Цветы необыкновенные и павлины — чудо! Для меня престижно там, где умеют хранить память. А не показухой заниматься».

### Смерть
Последние месяцы была прикована к постели, но она отказывалась подчиниться хвори. И все же сердце её слишком устало, и, в конечном счёте, не выдержало. Её последние слова были: «Петья! Петья! Петья!». По её рассказам, так звали Лещенко румыны.
Веру Георгиевну похоронили на Перепечинском кладбище.
Из Лос-Анджелеса певица и музыкант Майя Розова прислала стихи, где есть строки:
Две яркие звезды! Теперь уж навсегда

Сиять им на свободе в небе тёмно- сером.

Пусть век ушёл, но с нами  «ПЁТР» — давняя звезда

И рядом звёздочка... Её вчера назвали «ВЕРА».— Пётр Лещенко — Всё, что было